# Amphoe Kapoe
Amphoe Kapoe (thailändisch อำเภอ กะเปอร์) ist ein Landkreis (Amphoe – Verwaltungs-Distrikt) in der Provinz Ranong. Die Provinz Ranong liegt in der Südregion von Thailand.

## Geographie
Amphoe Kapoe wird von folgenden Amphoe begrenzt (vom Norden im Uhrzeigersinn aus gesehen): Amphoe Mueang Ranong der Provinz Ranong, Amphoe Phato der Provinz Chumphon, die Amphoe Chaiya, Tha Chang und Ban Ta Khun der Provinz Surat Thani sowie Amphoe Suk Samran wiederum in Ranong. Nach Westen liegt die Andamanensee.
Im südöstlichen Teil des Landkreises liegt das „Wildschutzgebiet Khlong Nakha“ (Khlong Nakha Wildlife Sanctuary). Die Mangroven-Wälder des Maenam Kapoe (Kapoe-Fluss) sind Teil des „Ranong Biosphere Reserve“.
Der Nationalpark Laem Son liegt zum Teil an der südlichen Küste des Landkreises. Der 315 km² große Park wurde am 19. August 1983 als 12. Meeres-Nationalpark eröffnet. Er besteht insgesamt aus etwa 60 km Küstenlinie und 15 kleineren Inseln.

## Verwaltung

### Provinzverwaltung
Amphoe Kapoe ist in fünf Gemeinden (Tambon) eingeteilt, welche weiterhin in 34 Dörfer (Muban) unterteilt sind.
| \| Nr. \| Name \| Thai \| Dörfer \| Einw.[3] \| \| --- \| ------------ \| --------- \| ------ \| -------- \| \| 1. \| Muang Kluang \| ม่วงกลวง \| 04 \| 3.772 \| \| 2. \| Kapoe \| กะเปอร์ \| 10 \| 7.259 \| \| 3. \| Chiao Liang \| เชี่ยวเหลียง \| 07 \| 1.921 \| \| 4. \| Ban Na \| บ้านนา \| 08 \| 3.333 \| \| 5. \| Bang Hin \| บางหิน \| 05 \| 4.237 \| |              |           |        |       |
| Nr. | Name         | Thai      | Dörfer | Einw. |
| 1. | Muang Kluang | ม่วงกลวง   | 04     | 3.772 |
| 2. | Kapoe        | กะเปอร์    | 10     | 7.259 |
| 3. | Chiao Liang  | เชี่ยวเหลียง | 07     | 1.921 |
| 4. | Ban Na       | บ้านนา     | 08     | 3.333 |
| 5. | Bang Hin     | บางหิน     | 05     | 4.237 |

### Lokalverwaltung
Kapoe (เทศบาลตำบลกะเปอร์) ist eine Kleinstadt (Thesaban Tambon) im Landkreis, sie umfasst Teile des Tambon Kapoe.
Außerdem gibt es vier „Tambon-Verwaltungsorganisationen“ (TAO, องค์การบริหารส่วนตำบล) für die Tambon oder die Teile von Tambon im Landkreis, die zu keiner Stadt gehören.